# Bembidion cernens
Bembidion cernens är en skalbaggsart som beskrevs av Thomas Casey. Bembidion cernens ingår i släktet Bembidion och familjen jordlöpare. Inga underarter finns listade i Catalogue of Life.